# Lontano in fondo agli occhi
Lontano in fondo agli occhi è un film del 2000 diretto da Giuseppe Rocca.
La pellicola è tratto dalla sceneggiatura Il bambino che impazzì d'amore, vincitrice nel 1991 del Premio Solinas.

## Trama
Nell'umile Italia del 1954, in un povero Natale napoletano, in una famiglia composta da figure femminili (e da uno zio prete), nel letto di sua Madre, Bambino aspetta ossessivamente il Padre, temendo di esserne cacciato dal suo arrivo.
Convinto di avere ormai perso l'amore della madre, Bambino proietta il suo desiderio su Rafilina, cameriera quindicenne, innamorata di Carmine Russo, un senza mestieri, che passa le giornate al biliardo.
Spesso presente ai loro incontri amorosi, Bambino, osserva il lento deteriorarsi del rapporto, anche a causa di un certo discorso che l'uomo ha fatto alla ragazza.
Una sera, non visto, assiste a un diverbio tra i due, nel quale lei accusa lui di essere un magnaccia. Carmine aggredisce Rafilina e Bambino gli salta addosso, nell'assurda pretesa di colpirlo. Promette, però, ugualmente vendetta in cuor suo.

## Distribuzione
Il film è stato presentato al Buenos Aires International Festival of Independent Cinema - Muestra de Cine Napolitano, al Fantasporto (seizione Première & Panorama, 2002), alla Settimana della Critica della La Biennale di Venezia (2002).

## Riconoscimenti
- 2000 - Globo d'oro
  - Miglior regista esordiente
- 2001 - Woodstock Film Festival
  - Haskell Wexler Award, per il miglior direttore della fotografia Antonio Grambone